# تشارلز ألان غيلبرت
تشارلز ألان غيلبرت (بالإنجليزية: Charles Allan Gilbert)‏ هو رسام توضيحي ورسام أمريكي، ولد في 3 سبتمبر 1873 في هارتفورد في الولايات المتحدة، وتوفي في 20 أبريل 1929 في نيويورك في الولايات المتحدة بسبب ذات الرئة.

## وصلات خارجية
- تشارلز ألان غيلبرت على موقع IMDb (الإنجليزية)